# Deltasidenblomma
Deltasidenblomma (Calandrinia compressa) är en källörtsväxtart som beskrevs av Heinrich Adolph Schrader och Dc.. Deltasidenblomma ingår i släktet sidenblommor, och familjen källörtsväxter. Arten är ej reproducerande i Sverige.